# Zhu Lin (badmintonistka)
Zhu Lin (chiń. 朱琳, pinyin Zhū Lín; ur. 29 października 1984 w Szanghaju) – chińska badmintonistka, mistrzyni świata i Azji.
Największym sukcesem badmintonistki jest mistrzostwo świata w grze pojedynczej. Tytuł najlepszej zawodniczki zdobyła podczas turnieju w Malezji w 2007 roku. Ponadto zdobyła złoty medal podczas igrzysk azjatyckich w Doha oraz mistrzostw Azji.